# Niviventer hinpoon
Niviventer hinpoon là một loài động vật có vú trong họ Chuột, bộ Gặm nhấm. Loài này được J. T. Marshall, Jr. mô tả năm 1976.